# Open de Bulgarie de snooker 2013
L'Open de Bulgarie 2013 est un tournoi de snooker classé mineur, qui s'est déroulé du 6 au 9 juin 2013 à la Universiada Hall à Sofia en Bulgarie. 

## Déroulement
Il s'agit de la première épreuve du championnat européen des joueurs, une série de tournois disputés en Europe (8 épreuves) et en Asie (4 épreuves), lors desquels les joueurs doivent accumuler des points afin de se qualifier pour la grande finale à Preston.
L'événement compte un total de 132 participants, dont 128 ont atteint le tableau final. Le vainqueur remporte une prime de 25 000 €.
Le tournoi est remporté par John Higgins qui a dominé l'Australien Neil Robertson 4 à 1 en finale, réalisant un century et trois breaks de plus de 50 points. L'Écossais réussit là où il avait échoué de peu l'an passé, perdant en finale face à Judd Trump sans inscrire de manche. Higgins a éliminé trois champions du monde sur son parcours.

## Dotation
La répartition des prix est la suivante :
- Vainqueur : 25 000 €
- Finaliste : 12 000 €
- Demi-finaliste : 6 000 €
- Quart de finaliste : 4 000 €
- 8èmes de finale : 2 300 €
- 16èmes de finale : 1 200 €
- Deuxième tour : 700 €
- Dotation totale : 125 000 €

## Phases finales
|  | Quarts de finale au meilleur des 7 manches | Quarts de finale au meilleur des 7 manches | Quarts de finale au meilleur des 7 manches |              |                | Demi-finales au meilleur des 7 manches | Demi-finales au meilleur des 7 manches | Demi-finales au meilleur des 7 manches |  |  | Finale au meilleur des 7 manches | Finale au meilleur des 7 manches | Finale au meilleur des 7 manches |
|  |                                            |                                            |                                            |              |                |                                        |                                        |                                        |  |  |                                  |                                  |                                  |
|  |                                            | Neil Robertson                             | 4                                          |              |                |                                        |                                        |                                        |  |  |                                  |                                  |                                  |
|  |                                            | Jimmy Robertson                            | 2                                          |              |                |                                        |                                        |                                        |  |  |                                  |                                  |                                  |
|  |                                            | Jimmy Robertson                            | 2                                          |              | Neil Robertson | 4                                      |                                        |                                        |  |  |                                  |                                  |                                  |
|  |                                            |                                            |                                            |              | Neil Robertson | 4                                      |                                        |                                        |  |  |                                  |                                  |                                  |
|  |                                            |                                            | Barry Hawkins                              | 3            |                |                                        |                                        |                                        |  |  |                                  |                                  |                                  |
|  |                                            | Scott Donaldson                            | Barry Hawkins                              | 3            | 1              |                                        |                                        |                                        |  |  |                                  |                                  |                                  |
|  |                                            | Scott Donaldson                            |                                            |              | 1              |                                        |                                        |                                        |  |  |                                  |                                  |                                  |
|  |                                            | Barry Hawkins                              | 4                                          |              |                |                                        |                                        |                                        |  |  |                                  |                                  |                                  |
|  |                                            |                                            |                                            |              |                |                                        |                                        |                                        |  |  |                                  | Neil Robertson                   | 1                                |
|  |                                            |                                            |                                            | John Higgins | 4              |                                        |                                        |                                        |  |  |                                  |                                  |                                  |
|  |                                            | John Higgins                               | 4                                          |              |                |                                        |                                        |                                        |  |  |                                  |                                  |                                  |
|  |                                            | Fergal O'Brien                             | 2                                          |              |                |                                        |                                        |                                        |  |  |                                  |                                  |                                  |
|  |                                            | Fergal O'Brien                             | 2                                          |              | John Higgins   | 4                                      |                                        |                                        |  |  |                                  |                                  |                                  |
|  |                                            |                                            |                                            |              | John Higgins   | 4                                      |                                        |                                        |  |  |                                  |                                  |                                  |
|  |                                            |                                            | Ronnie O'Sullivan                          | 2            |                |                                        |                                        |                                        |  |  |                                  |                                  |                                  |
|  |                                            | Mark Williams                              | Ronnie O'Sullivan                          | 2            | 0              |                                        |                                        |                                        |  |  |                                  |                                  |                                  |
|  |                                            | Mark Williams                              |                                            |              | 0              |                                        |                                        |                                        |  |  |                                  |                                  |                                  |
|  |                                            | Ronnie O'Sullivan                          | 4                                          |              |                |                                        |                                        |                                        |  |  |                                  |                                  |                                  |

## Finale
| Finale au meilleur des 7 manches Arbitre : Alex Crisan |                          |                     |
| Neil Robertson Australie                               | 1 - 4 ( - )              | John Higgins Écosse |
| 0 63                                                   | Centuries Meilleur break | 1 118               |
| John Higgins remporte l'Open de Bulgarie 2013          |                          |                     |